# Vailly (Haute-Savoie)
Pour les articles homonymes, voir Vailly.
Vailly [vaji] est une commune française située dans le département de la Haute-Savoie, en région Auvergne-Rhône-Alpes.

## Géographie

### Situation
Afin de présenter la situation géographique de Vailly, l’écrivain Francis Wey (1812 – 1882) dans La Haute-Savoie – Récits d’histoire et de voyage, ouvrage édité en 1866, propose un tableau romantique de ce village :
« Au delà d’Armoy-Lyaud, le lac avait entièrement disparu : le hêtre, le sapin ombrageaient les pâturages et, notre voiture qui filait au revers du premier repli des Alpes, démasquait un de ces décors incohérents et confus, qui plaisent tant à la poésie germanique en rappelant les défilés de la Forêt Noire, et qui m’offraient, à moi, le prologue du drame embrouillé des monts chablaisiens. Aux environs de Vailly, commence le verdoyant chaos avec ses sommets boisés et multiformes, ses hameaux perchés, ses pâturages en pente portés sur des couloirs de rochers, zébrés de sentiers ou crâses d’un vertigineux aspect. Plus on continue à descendre, plus on pénètre au cœur de la montagne. »

#### Localisation
Les communes limitrophes de Vailly sont Reyvroz, La Vernaz, La Baume, Bellevaux, Lullin, Orcier et Lyaud.

#### Climat
Le climat y est de type montagnard : l'été peut être chaud (plus de 30 °C) et l'hiver assez rigoureux.

#### Voies de communication et transports
Route départementale 26 de Thonon-les-Bains à Saint-Jeoire-en-Faucigny.
Route départementale 22 de Boëge à Châtel.

## Urbanisme

### Typologie
Au 1er janvier 2024, Vailly est catégorisée commune rurale à habitat dispersé, selon la nouvelle grille communale de densité à sept niveaux définie par l'Insee en 2022.
Elle est située hors unité urbaine. Par ailleurs la commune fait partie de l'aire d'attraction de Thonon-les-Bains, dont elle est une commune de la couronne,. Cette aire, qui regroupe 18 communes, est catégorisée dans les aires de 50 000 à moins de 200 000 habitants,.

### Occupation des sols
L'occupation des sols de la commune, telle qu'elle ressort de la base de données européenne d’occupation biophysique des sols Corine Land Cover (CLC), est marquée par l'importance des forêts et milieux semi-naturels (71,3 % en 2018), en diminution par rapport à 1990 (74,4 %). La répartition détaillée en 2018 est la suivante : 
forêts (61,3 %), prairies (18,9 %), milieux à végétation arbustive et/ou herbacée (9,9 %), zones agricoles hétérogènes (7,5 %), zones urbanisées (2,4 %), espaces ouverts, sans ou avec peu de végétation (0,1 %).
L'IGN met par ailleurs à disposition un outil en ligne permettant de comparer l’évolution dans le temps de l’occupation des sols de la commune (ou de territoires à des échelles différentes). Plusieurs époques sont accessibles sous forme de cartes ou photos aériennes : la carte de Cassini (XVIIIe siècle), la carte d'état-major (1820-1866) et la période actuelle (1950 à aujourd'hui).

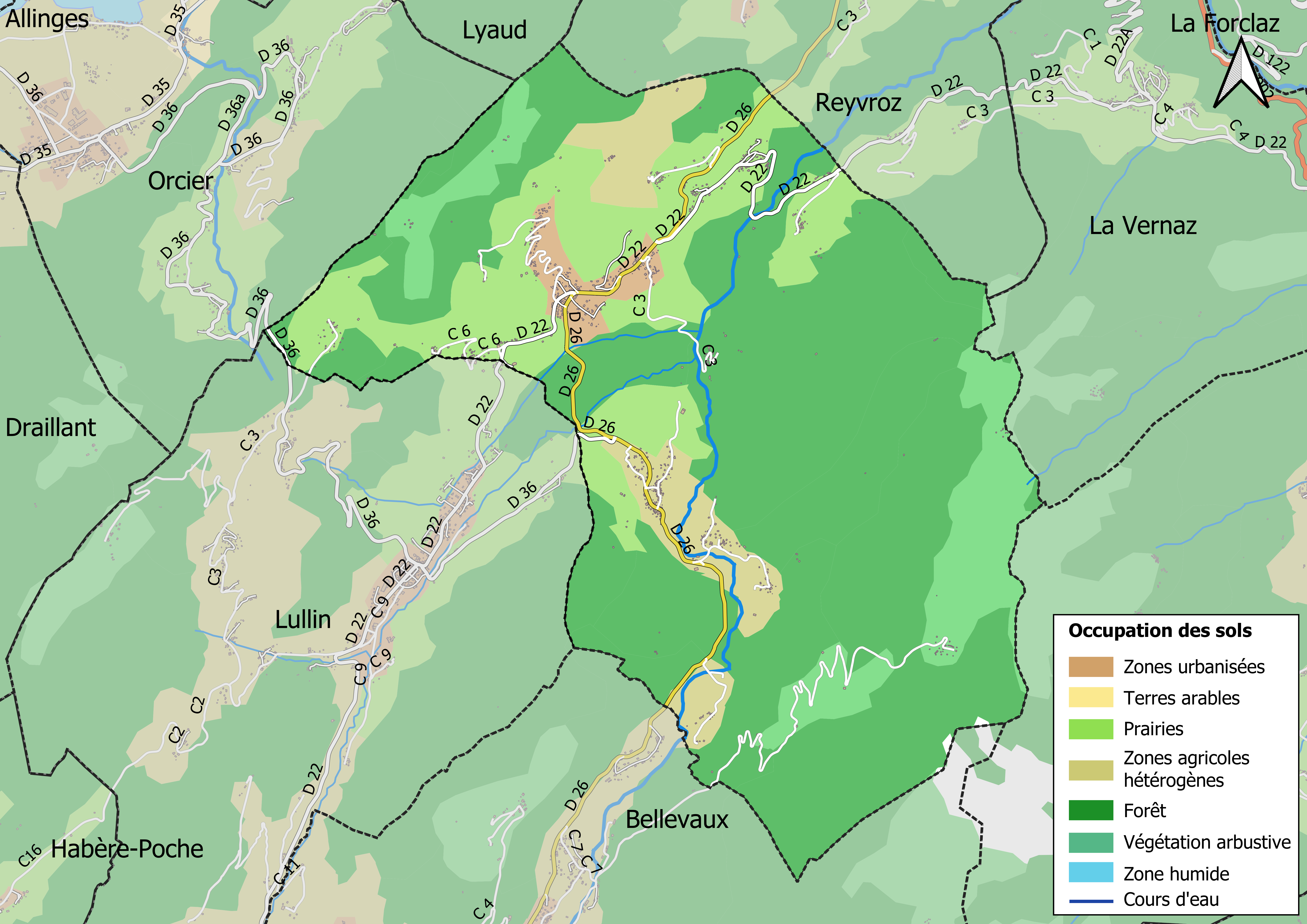
Carte des infrastructures et de l'occupation des sols en 2018 (CLC) de la commune.
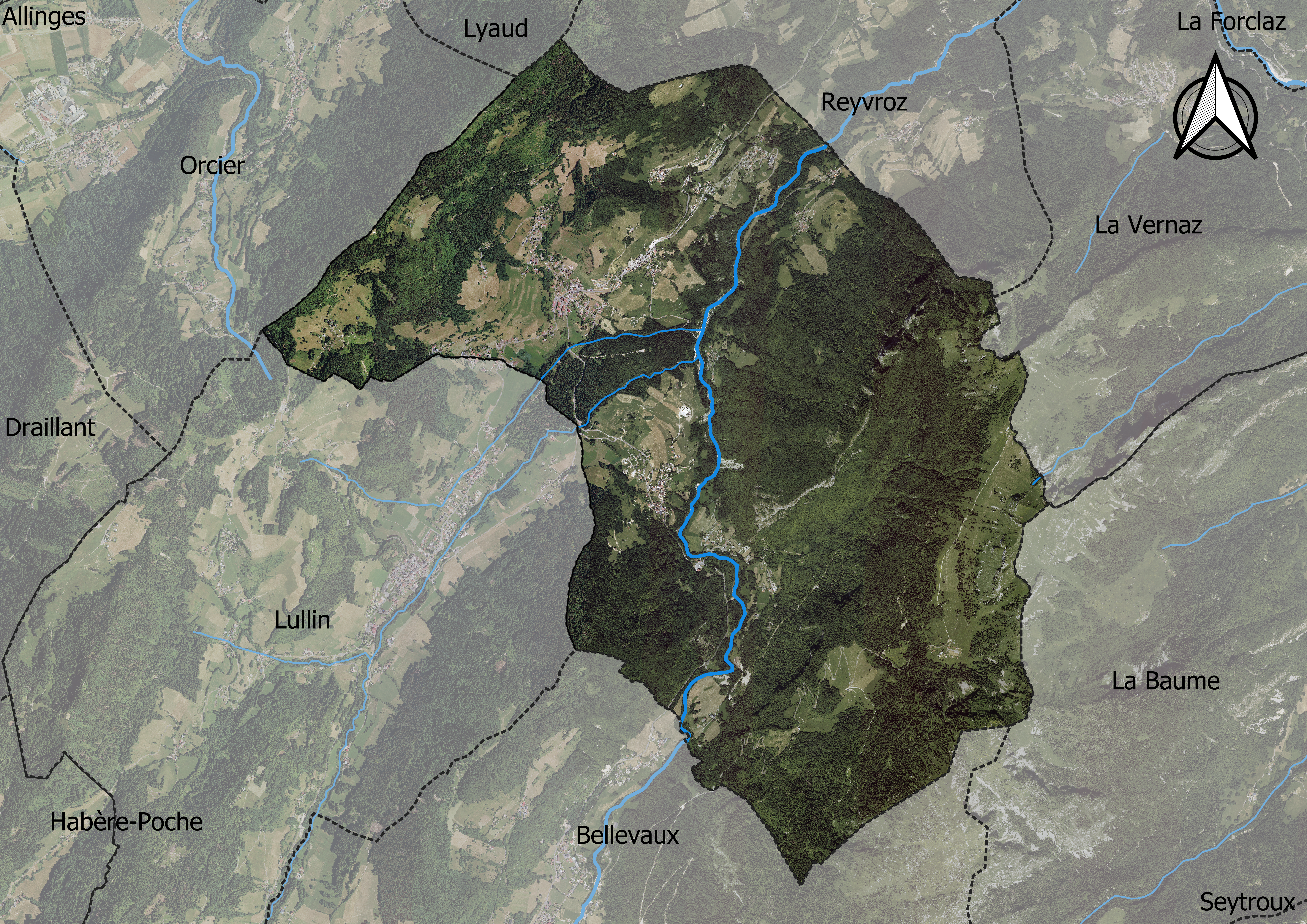
Carte orthophotogrammétrique de la commune.

#### Morphologie urbaine
La commune est composée de plusieurs villages et hameaux : Plampéry, Sous-la-Côte, la Côte-d'en-Bas, la Côte-d'en-Haut, les Granges Bouvier, Pimberty, le Sage, le Lavouet, les Charges-d'en-Bas, les Charges-d'en-Haut, les Plagnes, le Quart-Charrière, Chez Perroux, Chez Marphoz, Chez Canivet, la Perrière, les Excoffons, les Aix et le Feu.

#### Projets d'aménagements

Au croisement des vallées

## Toponymie
L’abbé Jean-François Gonthier qui, à la fin du XIXe siècle s’est intéressé à l’histoire de Notre-Dame d’Hermone, s’est penché de plus près sur l’origine du nom Vailly. On découvre alors que ce toponyme serait dérivé du latin Valliacum, ce qui signifie domaine de Vallius (nom d’un citoyen romain qui se serait installé dans cette vallée). Il fait donc remonter l’histoire du village au temps de l’Empire romain. D’ailleurs, cette hypothèse est séduisante puisque des pièces d’époque romaine ont été retrouvées du côté de Reyvroz et l’on sait qu’une route secondaire existait probablement entre Thonon et le col de Jambaz (commune de Bellevaux).
Toutefois, le Dictionnaire du duché de Savoie, publié en 1840, nous offre une autre explication. En effet, jusqu’au XVIIe siècle, le village est mentionné sous le nom de Vallier, toponyme dérivé d’Ad Valles / Ligara Valles (= au croisement des vallées). La situation géographique de Vailly, à l’embranchement de la vallée de Lullin (ou de la Follaz) et de la vallée Bellevaux, conforte cette seconde hypothèse.
En francoprovençal, le nom de la commune s'écrit Vâlyi (graphie de Conflans ou ORB).

## Histoire

### La seigneurie
Le nom de Vailly semble apparaître pour la première fois dans un acte de 1233. Aimon, fils du comte Thomas Ier de Savoie (1177-1233), s’inquiète de son salut et donne plusieurs biens à l’abbaye Notre-Dame d'Aulps. Parmi eux, on retrouve « quatre muids de froment par an, portables au château des Allinges par les hommes de Vally ». Mais bien avant cela, nous savons que dès la fin du XIe siècle (en 1094 ou en 1096), la famille de Rovorée possède de nombreux droits à Vailly, droits pour lesquels elle rend hommage au comte de Savoie, suzerain de la vallée d’Aulps. Elle les aliène en grande partie à l’abbaye d’Aulps qui en obtient également du comte Amédée IV de Savoie (1197-1253). Le 21 octobre 1263, Aimé de Rovorée vend à celle-ci l’hommage d’Amaldric Brunier de Vailly. Cet hommage, payable tous les ans le jour de la Saint-Michel, concerne une terre située à la Coste. Il comporte le revenu annuel de quatre pains blancd (« équivallent à deux coupes du froment de Thonon »), six deniers et une oie. Et à cela, il faut ajouter le terrage en froment et en avoine. De ce fait, il ne reste à Amaldric que les fèves et les blés de moindre qualité.
Mais tout au long du XIVe siècle, on remarque également la présence de la famille des Allinges-Coudrée. Ces derniers tentent d’usurper la juridiction du comte de Savoie. Pour mettre fin à cette complexité et aux incessants conflits qui en résultent, le comte Amédée VI de Savoie (1334-1383) passe en 1365 un accord avec l’abbaye d’Aulps. En contrepartie, l’abbaye lui remet hors de la vallée, des hommes et les rentes de Vailly. Dès lors, les Vailliérands sont appelés les homines domini (= les hommes du seigneur). Néanmoins, les conflits ne cessent pas totalement puisque l’abbaye d’Aulps et le comte de Savoie signent un nouvel accord en 1391. La situation se clarifie définitivement au XVIe siècle ; le 16 décembre 1531, Aymon de Genève-Lullin achète les paroisses de Reyvroz et de Vailly, c'est-à-dire la basse vallée du Brevon. Des Genève-Lullin, la seigneurie dans sa plus grande partie, passe ensuite, avec le marquisat de ce nom, aux nobles des Allinges. La part restante, les Charges, le Lavouet, les Basses-Fontaines (Marphoz) et les Hautes-Fontaines (Canivet) dépendent de la seigneurie de Charmoisy.

## Politique et administration

### Situation administrative
Vailly appartient au canton de Thonon-les-Bains, qui compte selon le redécoupage cantonal de 2014 12 communes. Avant ce redécoupage, elle appartenait au canton de Thonon-les-Bains-Est, créé en 1995 des suites de la scission de l'ancien canton de Thonon-les-Bains.
Elle forme avec quinze autres communes la communauté de communes du Haut-Chablais (CCHC).
Vailly relève de l'arrondissement de Thonon-les-Bains et de la cinquième circonscription de la Haute-Savoie, dont le député est Marc Francina (UMP) depuis les élections de 2012.

### Les maires
| Période | Période  | Identité                 | Étiquette    | Qualité                                                                    |
| ------- | -------- | ------------------------ | ------------ | -------------------------------------------------------------------------- |
| 1860    | 1888     | Jacques Chevallet        | Républicain  | ...                                                                        |
| 1888    | 1890     | Claude Degenève          | Conservateur | ...                                                                        |
| 1890    | 1892     | François Morel-Chevillet | Conservateur | ...                                                                        |
| 1892    | 1896     | Angelin Chatellain       | Républicain  | ...                                                                        |
| 1896    | 1906     | Louis Bouvier            | Conservateur | ...                                                                        |
| 1906    | 1908     | Jérémie Bondaz           | Conservateur | ...                                                                        |
| 1908    | 1911     | Alfred Bidal             | Républicain  | ...                                                                        |
| 1911    | 1912     | Théophile Colloud        | Républicain  | ...                                                                        |
| 1912    | 1919     | Joseph Charles-Mangeon   | Républicain  | ...                                                                        |
| 1919    | 1922     | Philippe Duchêne         | ...          | ...                                                                        |
| 1922    | 1925     | Emile Favre              | ...          | ...                                                                        |
| 1925    | 1935     | Célestin Charles         | ...          | ...                                                                        |
| 1935    | 1936     | Joseph Chevallet         | ...          | ...                                                                        |
| 1936    | 1942     | Joseph Chatelain         | ...          | ...                                                                        |
| 1942    | 1944     | Célestin Charles         | ...          | ...                                                                        |
| 1944    | 1944     | Louis Lyardet            | ...          | ...                                                                        |
| 1944    | 1945     | Pierre Meynet            | ...          | ...                                                                        |
| 1945    | 1959     | Célestin Charles         | ...          | ...                                                                        |
| 1959    | 1977     | Joseph Morel-Chevillet   | ...          | ...                                                                        |
| 1977    | 1981     | Jérôme Bouvier           | ...          | ...                                                                        |
| 1981    | 1989     | Roger Frézier            | ...          | ...                                                                        |
| 1989    | 2001     | Etienne Bidal            | ...          | ...                                                                        |
| 2001    | 2014     | Alain Henry              | UMP          | Vice-président du SIAC, président SIVOM Haut-Chablais (jusqu'en mars 2008) |
| 2014    | En cours | Yannick Trabichet        | ...          | ...                                                                        |

## Population et société
Ses habitants sont appelés les Vailliérandes et les Vailliérands.

### Démographie
L'évolution du nombre d'habitants est connue à travers les recensements de la population effectués dans la commune depuis 1793. Pour les communes de moins de 10 000 habitants, une enquête de recensement portant sur toute la population est réalisée tous les cinq ans, les populations de référence des années intermédiaires étant quant à elles estimées par interpolation ou extrapolation. Pour la commune, le premier recensement exhaustif entrant dans le cadre du nouveau dispositif a été réalisé en 2005.

En 2022, la commune comptait 907 habitants, en évolution de +0,33 % par rapport à 2016 (Haute-Savoie : +6,01 %, France hors Mayotte : +2,11 %).
| 1793 | 1800 | 1806 | 1822  | 1838  | 1848  | 1858  | 1861  | 1866  |
| ---- | ---- | ---- | ----- | ----- | ----- | ----- | ----- | ----- |
| 529  | 498  | 506  | 1 047 | 1 165 | 1 232 | 1 215 | 1 264 | 1 291 |

| 1872  | 1876  | 1881  | 1886  | 1891  | 1896  | 1901  | 1906  | 1911  |
| ----- | ----- | ----- | ----- | ----- | ----- | ----- | ----- | ----- |
| 1 311 | 1 319 | 1 320 | 1 240 | 1 201 | 1 235 | 1 209 | 1 171 | 1 158 |

| 1921 | 1926 | 1931 | 1936 | 1946 | 1954 | 1962 | 1968 | 1975 |
| ---- | ---- | ---- | ---- | ---- | ---- | ---- | ---- | ---- |
| 867  | 788  | 706  | 687  | 711  | 685  | 660  | 633  | 614  |

| 1982 | 1990 | 1999 | 2005 | 2006 | 2010 | 2015 | 2020 | 2022 |
| ---- | ---- | ---- | ---- | ---- | ---- | ---- | ---- | ---- |
| 567  | 601  | 615  | 633  | 644  | 850  | 904  | 916  | 907  |

### Enseignement
L'école maternelle publique du Val d'Hermone regroupe les élèves des communes du massif des Hermones, c'est-à-dire Vailly, Reyvroz et Lullin. Elle a ouvert ses portes en 1991 près du hameau de Pimberty. Auparavant, de 1989 à 1991, les enfants de maternelle étaient répartis entre l'ancienne école du hameau du Lavouet et le groupe scolaire du Chef-Lieu.
L'école primaire publique est située au cœur du Chef-Lieu, ce bâtiment a été inauguré en septembre 1913 et regroupe aujourd'hui une soixantaine d'élèves, répartis en trois classes.
La première école sur la commune de Vailly a vu le jour en 1847/1848. Un premier bâtiment est inauguré en 1871, démonté en raison d'un glissement de terrain et reconstruit entre 1909 et 1913. Le village a comporté jusqu'à quatre établissements avec le groupe scolaire du Chef-Lieu et les écoles des hameaux du Lavouet (création en 1872 et fermeture en 1989), de la Côte (création en 1884 et fermeture en 1969), des Excoffons (création en 1886 et fermeture en 1926). Les élèves de cette dernière se rendaient alors à l'école du hameau d'Outre-Brevon sur la commune de Reyvroz. Il arrivait également que les enfants résidant au hameau du Feu se rendent à l'école du Col du Feu sur la commune de Lullin. À signaler enfin, la présence d'une école ménagère sous la responsabilité de religieuses, transformée en lycée professionnel à la fin des années 1980. Celui-ci fusionna avec les établissements de Saint-Paul-en-Chablais et de Publier et donna naissance au lycée professionnel des Trois-Vallées à Thonon-les-Bains.

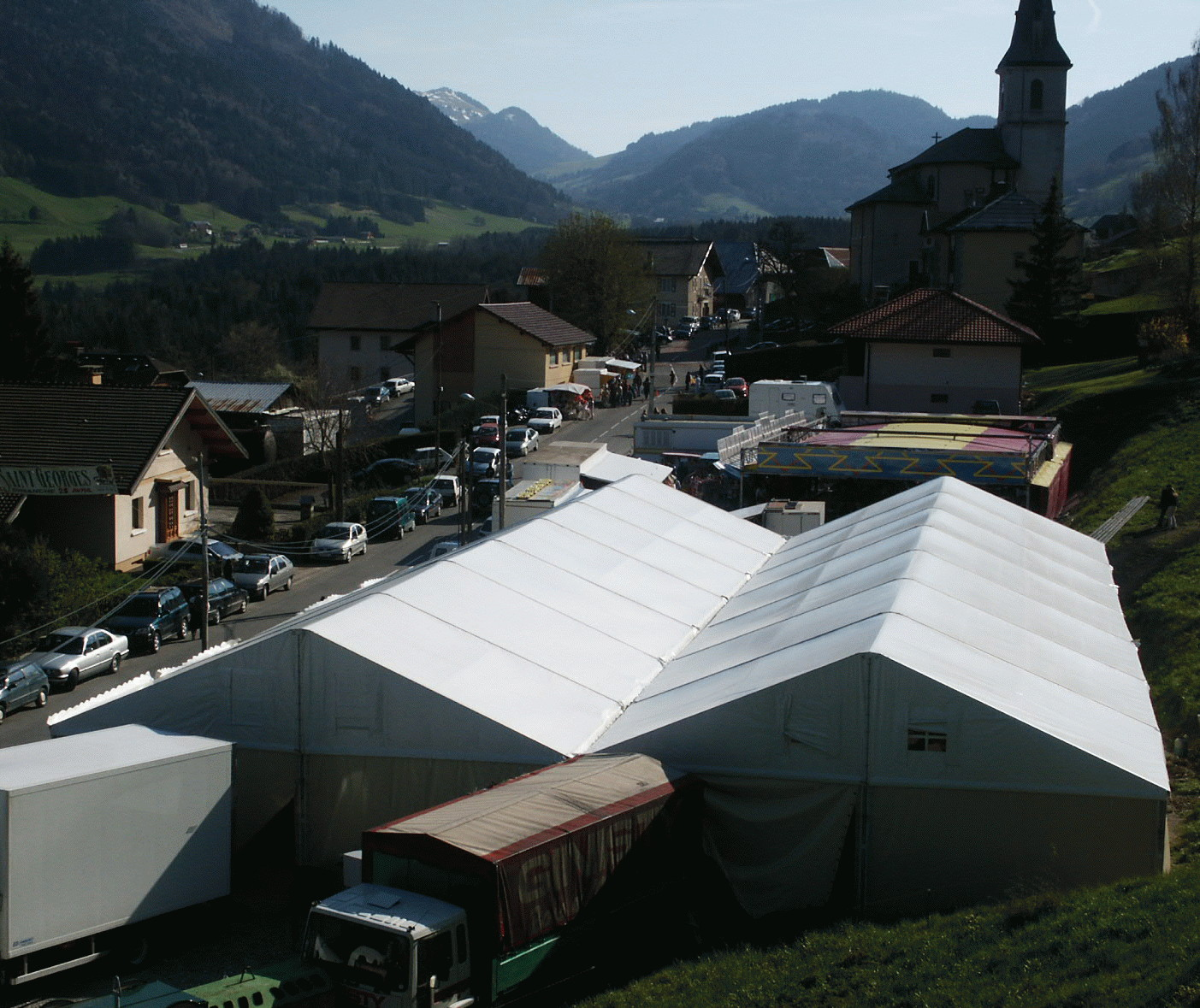
Vogue de la saint Georges

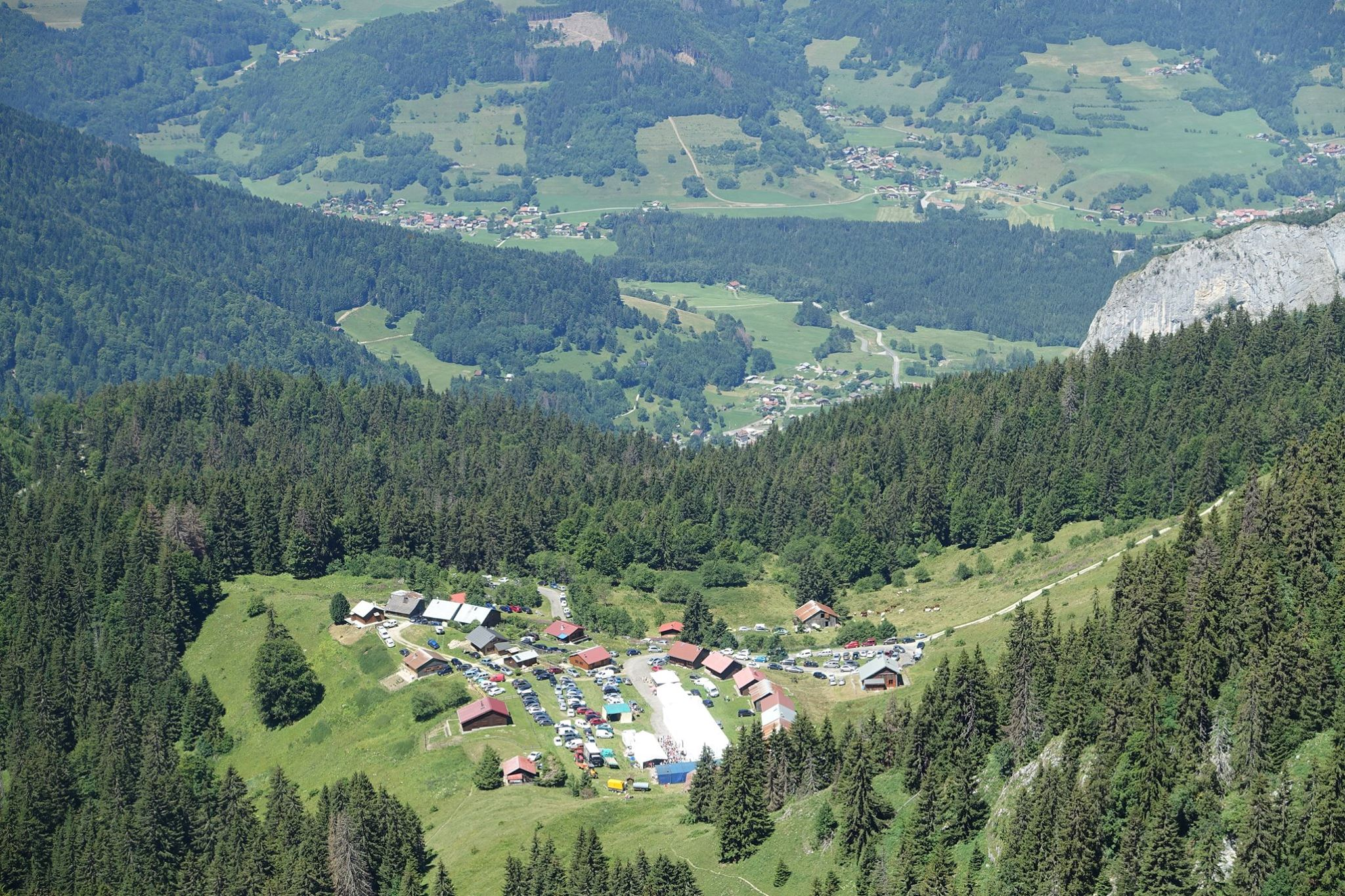
Fête de l'alpage de la Buchille

### Manifestations culturelles et festivités
- Fête patronale de la Saint-Georges, ou Vogue de Vailly, week-end qui suit le 23 avril.
- Fête de l'alpage de la Buchille, troisième week-end de juillet.

## Économie

### Commerces
- Le Moulin de Léré, auberge ;
- Auberge communale "le Billiat" ;
- Bar-Pizzeria ;
- Boulangerie ;
- Fromagerie et produits du terroir  ;
- Salon de coiffure et esthétique.

## Culture et patrimoine

### Lieux et monuments

#### Monuments laïques
- Le bâtiment « mairie-école » construit entre 1909 et 1913, rénové en 2022 et 2023.
- L'ancienne école du hameau de la Côte construite en 1888.

#### Monuments religieux
- Église Saint-Georges considérée comme le « joyau des églises néo-classiques sardes du Chablais ». Construite entre 1844 et 1848 d'après les plans de l'architecte turinois Ernest Melano, l'église Saint-Georges est reconnue pour ses peintures et décorations intérieures. Le clocher à bulbe de l'église a brûlé lors d'un incendie en 1941. Mais malgré la guerre et ses restrictions, il fut reconstruit l'année suivante sous la forme d'une flèche.
- Chapelle Notre-Dame d'Hermone (XVIe siècle, puis reconstruite en 1839)

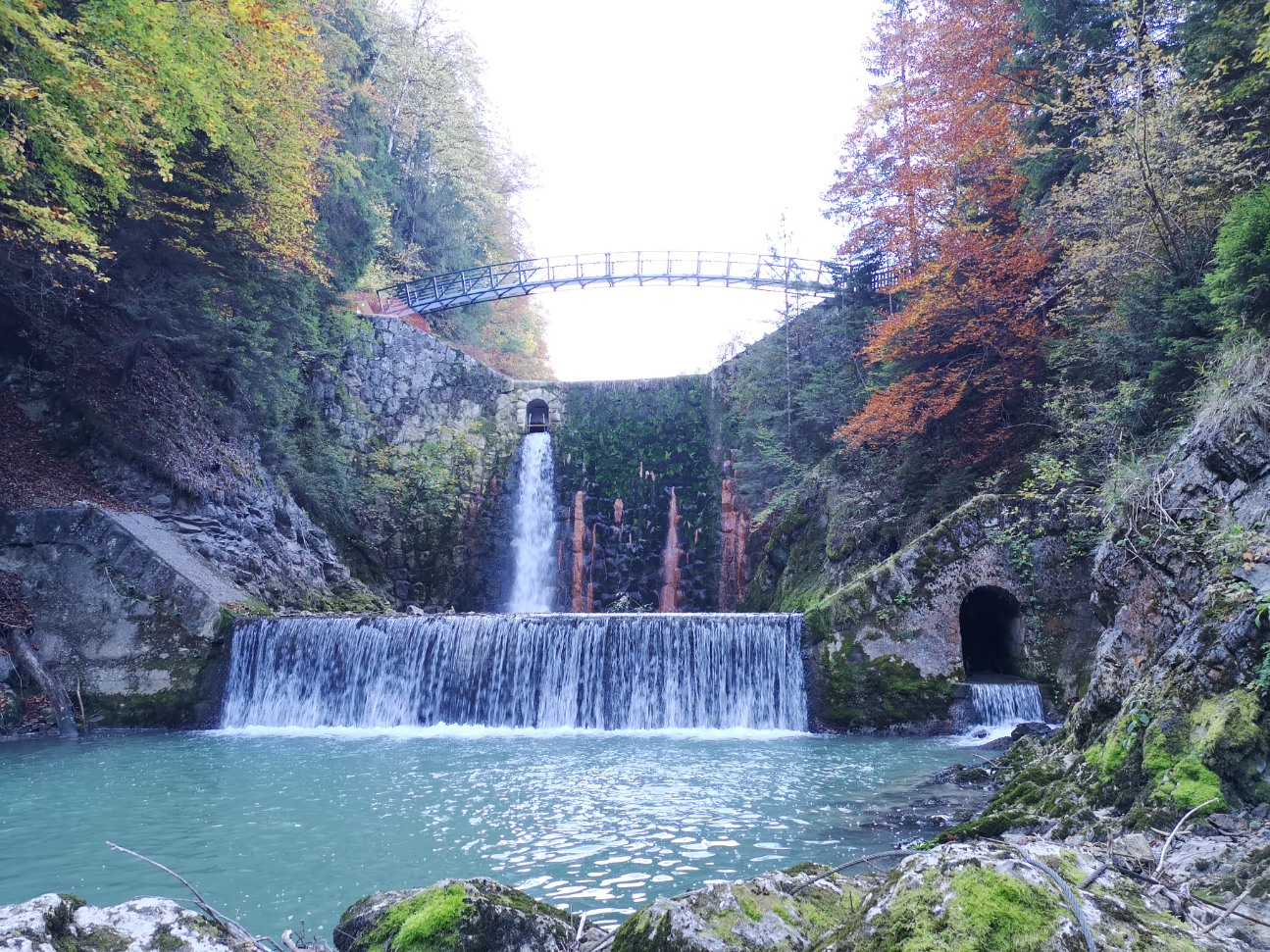
Le barrage de Pierra Besse

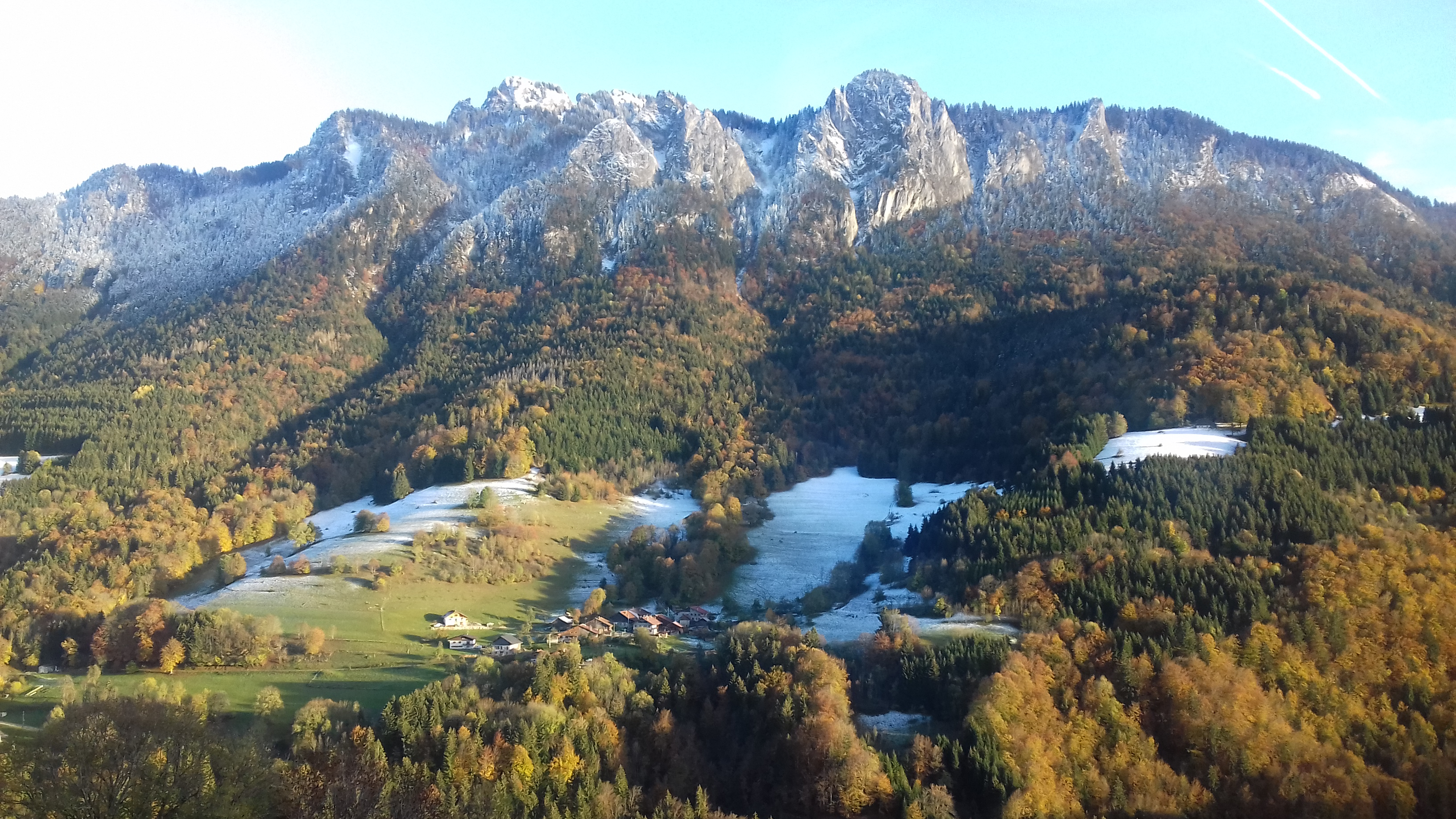
Le massif des Trois Becs et le hameau des Excoffons

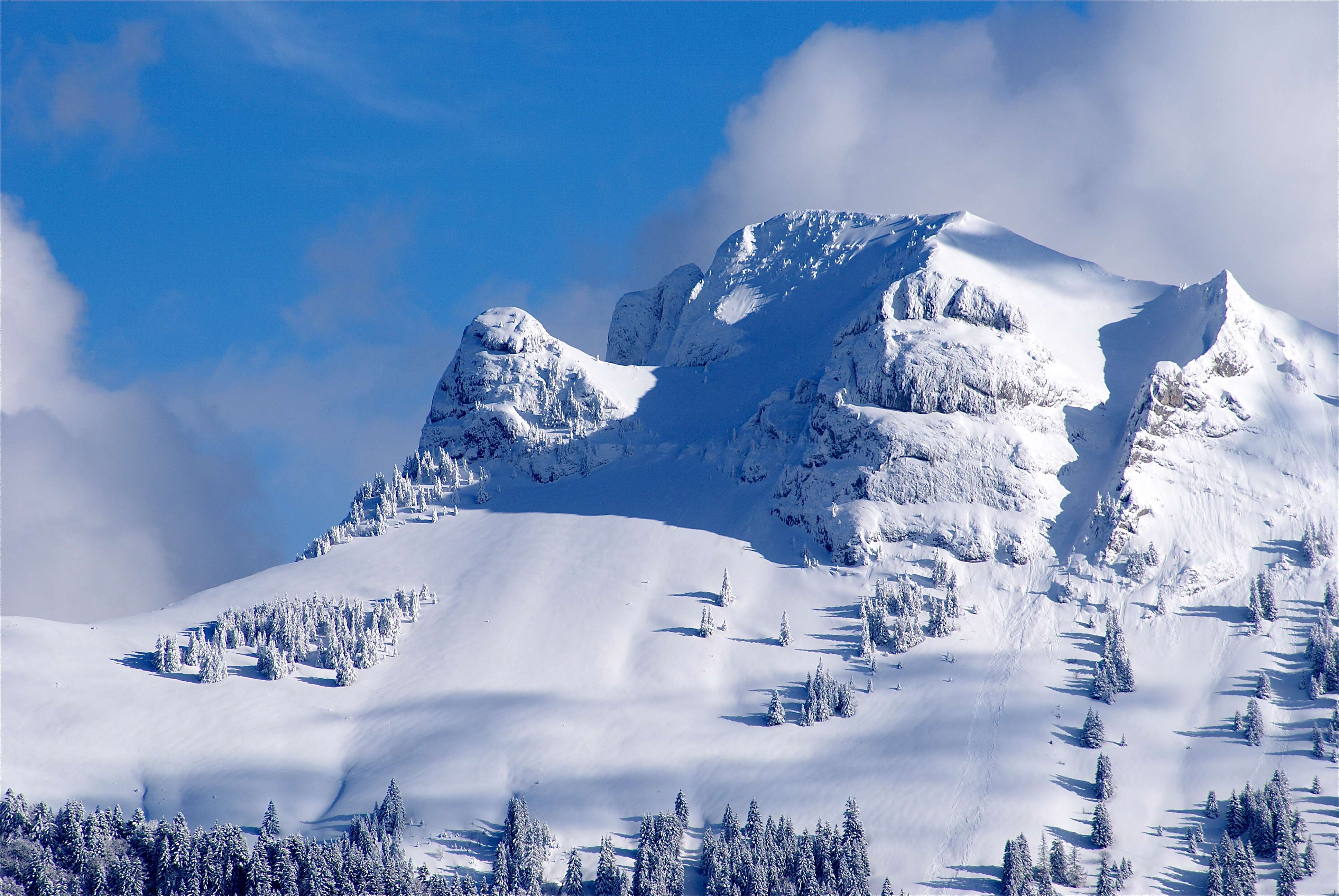
Le Mont Billiat (1894 mètres)

#### Patrimoine environnemental
- Principaux sommets : le Mont Billiat (1 894 mètres), la Pointe des Journées (1 722 mètres), le Rocher large, la Becca aux Filles, les Trois Beccas, la Montagne d'Hermone, la tête de la Rosse.
- Principaux cours d'eau : le Brevon, la Follaz, le Jalan.
- La forêt domaniale du Brevon ou forêt ivre, gérée par l'Office national des forêts est un espace naturel composé principalement de conifères, peuplée principalement de cervidés. Cette forêt est située sur le célèbre « glissement de Vailly ». Il y a 30 000 ans, le glacier du Rhône allait jusqu’à Genève et barrait le cours des Dranses et du Brevon. Des lacs se sont alors formés, dans lesquels se sont déposées des argiles qui aujourd’hui glissent et emportent les arbres dans une « forêt ivre ».
- Les barrages de Pierra Besse, de Marphoz et du Sauthieux.
- Grotte aux Fées.
- En hiver : cascade gelée de Ouatapan.

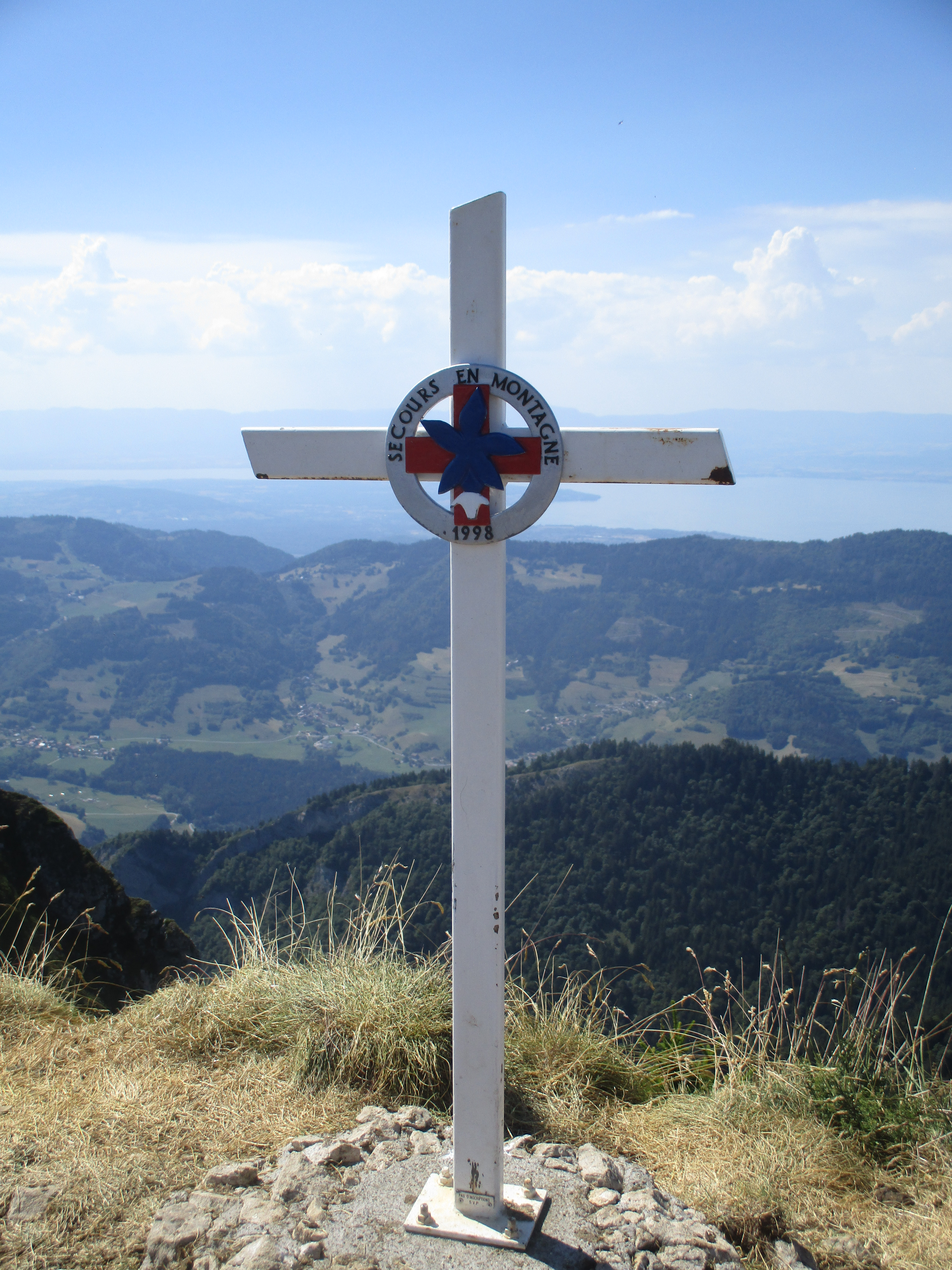
Croix de la section du secours en montagne au sommet du Mont Billiat.

### Patrimoine culturel
- Les chalets de l'alpage de la Buchille, de Perthuis, de Plansuet, des Combes.
- Les alpages de Planteray et de La Biollaz.
- Les anciens alpages du Mont Bichet (Le Moan, Le Plaine)
- Le moulin à farine de Léré.
- Les fours banaux de chaque hameau.
- Mémorial Pierre Jean Reynier à Layat.

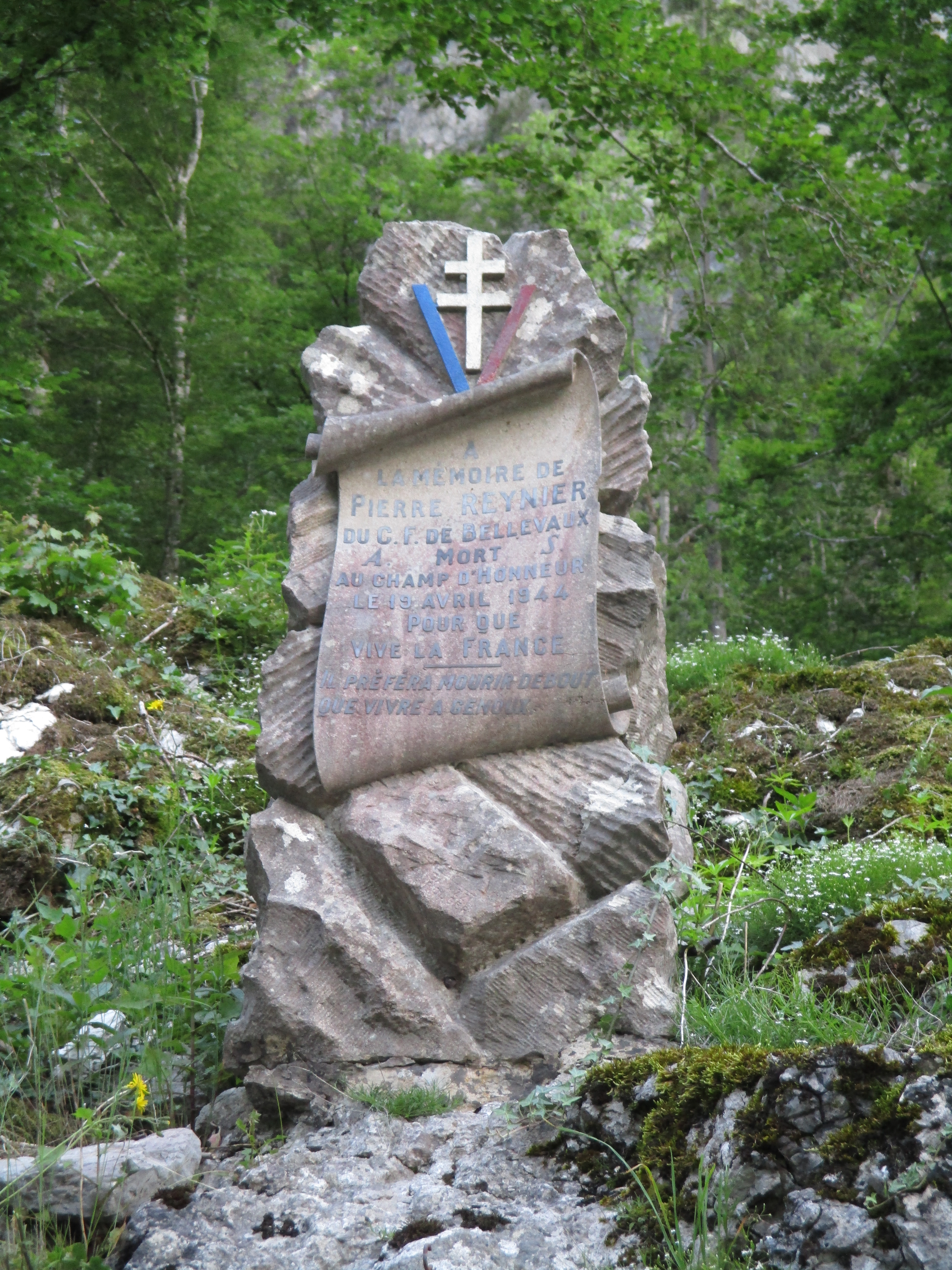
Le Mémorial de Pierre Jean Reynier

### Personnalités liées à la commune
- La famille Frézier, dont :
  - Amédée François Frézier
  - Jacques-François Frézier, député de la Savoie, lors des IIe et IIIe législatures du royaume de Sardaigne[14].

### Héraldique
| Blason de Vailly | Blason  | De sinople à la ruche d'or entourée de neuf abeilles de même, ondes d'argent en pointe ; chaussé d'or et chargé à dextre d'une croix tréflée de sable et d'un cerf de tanné à senestre ; au chef parti : au premier de Savoie (de gueules à la croix d'argent), au second de Chablais (d'argent semé de billettes de sable au lion de même, armé et lampassé de gueules, brochant sur le tout). |
| Blason de Vailly | Détails | Le statut officiel du blason reste à déterminer. |